# Korvette K 225
Korvette K 225 (Originaltitel: Corvette K-225) ist ein US-amerikanischer Kriegsfilm unter Regie von Richard Rosson aus dem Jahre 1943. Die deutsche Premiere fand im August 1945 statt.

## Handlung
Nachdem ein deutsches U-Boot seine Korvette versenkt hat, kehrt Lieutenant Commander McClain von der kanadischen Marine mit den Überlebenden seiner Mannschaft zurück nach Kanada. McClain lehnt ein Angebot der Admiralität, sich zur Ruhe zu setzen, ab. Er will möglichst schnell wieder auf See und Rache nehmen, da viele seiner Männer durch MG-Feuer des feindlichen U-Bootes gestorben sind, nachdem sie das sinkende Schiff verlassen hatten. Während er auf sein neues Kommando wartet, lernt er Joyce Cartwright kennen, deren Bruder Dick unter seinem Kommando gefallen ist. Joyce und McClain verlieben sich.
McClain erhält das Kommando über die HMCS Donnacona mit einer Besatzung von 65 Mann. Darunter ist auch der Offizier Paul Cartwright, Joyce’ jüngerer Bruder. Dieser erzählt seiner Schwester, dass der neue Kommandant mit seiner Mannschaft unzufrieden sei. Die Donnacona begleitet den nächsten Konvoi, der Kanada verlässt, obwohl deutsche U-Boote nahe Neufundland gesichtet wurden. Als ein nicht zum Konvoi gehörendes Schiff torpediert wird, kann die Donnacona nur noch ein Rettungsboot mit toten Matrosen bergen.
Am neunten Tag auf See wird der Konvoi von einem Sturm auseinandergetrieben. 300 Meilen vor der irischen Küste schließt sich die Donnacona mit einigen anderen Schiffen zusammen, darunter dem Tanker Egyptian Star. Dessen Kapitän befürchtet, dass sie von deutschen U-Booten verfolgt werden. Ein Angriff deutscher Bomber kann von alliierten Kampfflugzeugen abgewehrt werden. In der gleichen Nacht wird die Egyptian Star torpediert und sinkt. Die Donnacona verfolgt und versenkt das verantwortliche U-Boot. Doch ein zweites U-Boot greift sie unerwartet an, wobei McClain verwundet wird. Er will das U-Boot rammen, doch es taucht unter. Paul und ein Matrose werfen Wasserbomben, das U-Boot wird zerstört. McClain kann es anhand der Trümmerteile als das U-Boot identifizieren, das sein letztes Schiff versenkt und seine hilflosen Männer getötet hat.
Mit sechs Handelsschiffen wird Irland erreicht. Noch bevor der Anker geworfen wird, wird die Donnacona als erstes Schiff in den Hafen beordert, um die Mannschaft für ihren Mut zu ehren.

## Kritiken
„Nicht immer nüchterner, jedoch unspektakulärer Kriegsfilm, der dokumentarisches Material einbezieht.“

## Auszeichnungen
Oscarverleihung 1944
- Nominierung in der Kategorie Beste Schwarzweiß-Kamera für Tony Gaudio

## Hintergrund
Die Produktion der Universal Studios wurde auf dem Gelände des King’s College in Halifax, Nova Scotia, Kanada gedreht.
Die reale Korvette der Royal Canadian Navy mit der Kennung K-225 war die HMCS Kitchener, die für den Film auch benutzt wurde.
Für Regisseur Richard Rosson, Bruder von Kameramann Harold Rosson, war es die letzte Regiearbeit. Der oscarnominierte Kameramann Tony Gaudio konnte schon 1937 einen Oscar gewinnen. Als musikalischer Direktor des Films fungierte Charles Previn, Oscar-Gewinner von 1938.
Für James Brown war es die große Rolle in seinem siebten Film, für Ella Raines die erste Filmrolle überhaupt. In den Credits unerwähnt blieben die Kleinrollen von Robert Mitchum (als Matrose Sheppard) und Cliff Robertson in seiner zweiten Rolle überhaupt. Ebenso unerwähnt blieb Milburn Stone als kanadischer Offizier, der als Doc Adams in der Fernsehserie Rauchende Colts bekannt wurde.